# خالد الطريفي
خالد الطريفي (25 مارس 1955 - 21 سبتمبر 2023)  مخرج وممثل أردني مسرحي من مواليد مدينة الزرقاء الأردنية، أقام في مدينة عمان.

## مسيرته
حصل على شهادة البكالوريوس في الفنون المسرحية من جامعة بغداد عام 1979 كما درس في القاهرة منذ عام 1974 حتى 1977. وفي العام 1983 عمل في تدريس فن التمثيل بدار الفن، ومحاضر غير متفرغ في الجامعة الأردنية، كما أشرف على مشاريع التخرج لطلبة المسرح في الجامعة الأردنية، وأدار ورشة وهندسة الفضاء المسرحي في الهيئة العربية للمسرح.
كان عضواً في نقابة الفنانين الأردنيين وهيئتها الإدارية، وعضو في لجان وهيئات ومؤسسات، منها: المجلس الوطني التأسيسي للثقافة والفنون، اللجنة الاستشارية العليا لمهرجان المسرح الأردني.

## أعماله
- 1974 شاطئ الزيتون تمثيل- في أكاديمية الفنون القاهرة.
- 1976 العتمة تمثيل - الجامعة الأمريكية القاهرة.
- 1977 الفرافير تمثيل - نادي مخيم الحسين - عمان.
- 1982 قرية الشيخ حماد تمثيل - دائرة الثقافة والفنون.
- 1982 طريق السلامة تمثيل - دائرة الثقافة والفنون.
- 1983 دم دم تك تمثيل وإعداد وإخراج - الفوانيس.
- 1983 سنابل حلمة طوط طاط طيط تمثيل وإخراج - الفوانيس.
- 1984 - فرقة مسرحية وجدت مسرحاً فمسرحت هاملت تمثيل وإخراج - الفوانيس.
- 1984 شمشون ودليلة إخراج.
- 1984 رحلة حرحش تمثيل وإخراج - الفوانيس.
- 1985 خريفة شعبية تمثيل وإخراج - رابطة الفنانين الأردنيين.
- 1985 وحدي في بيت الجنون إخراج وسينوغرافيا - رابطة الفنانين الأردنيين.
- 1986 راوي مسرحي يمسرح أوديب تمثيل وإخراج وسينوغرافيا - دائرة الثقافة والفنون.
- 1987 الطراطير إخراج وسينوغرافيا - إنتاج خاص.
- 1987 حان وقت الفنتازيا تمثيل وإعداد وإخراج وسينوغرافيا - دائرة الثقافة والفنون.
- 1991 عرس الأعراس إخراج وسينوغرافيا - مهرجان المسرح الأول.
- 1992 سر الماورد تمثيل وإخراج وسينوغرافيا - مهرجان المسرح الثاني.
- 1993 أنت مش أنت تمثيل وإخراج وسينوغرافيا - مهرجان جرش.
- 1994 موسم النبي موسى إخراج وسينوغرافيا - إنتاج خاص.
- 1995 يا سامعين الصوت تمثيل وكتابة وإخراج - وزارة الثقافة.
- 1996 سوبرماركت رمضان تمثيل وكتابة وإخراج - مسرح المسرح.
- 1996 سلطان وسلطانة تمثيل وكتابة وإخراج - مسرح المسرح.
- 1996 عرار تمثيل وكتابة وإخراج - وزارة الثقافة.
- 1996 سيرة سالم إخراج - فرقة الجنونة.
- 1998 غندرة تمثيل وكتابة وإخراج - مسرح المسرح.
- 1999 عجب العجيب كتابة - مدرسة البكالوريا.
- 2002 عباءة الدنيا إخراج وسينوغرافيا - وزارة الثقافة.
- 2003 مملكة النمل فيلم - كتابة نص وسيناريو.
- 2007 ضحك ولعب ودم وحب نص وسينوغرافيا وإخراج - أمانة عمان.
- 2007 ملحمة فرج اللهإخراج وسينوغرافيا وتمثيل - وزارة الثقافة.
- 2007 أنا لحبيبي تمثيل - إنتاج خاص.
- 2008 طرحة شمس نص سينوغرافيا وإخراج - فرقة الروابي.
- 2008 تعليلة سلطية سينوغرافيا وإخراج - وزارة الثقافة.
- 2009 حطي على النار يا جدة سينوغرافيا وإخراج - فرقة الحنونة.
- 2009 حلم اسمه ليلة حب إشراف وسينوغرافيا وإخراج - الهيئة العربية للمسرح.

## مشاركات
شارك في مهرجانات محلية وعربية ودولية، منها: مهرجان المسرح الأردني (دورات عدة)، مهرجان القاهرة للمسرح التجريبي، مهرجان قرطاج المسرحي، مهرجان مسرح دول الخليج العربي، مهرجان بغداد المسرحي، مهرجان جرش، مهرجان أيام عمان المسرحية، مهرجان دول البحر الأبيض المتوسط، مهرجان الكويت المسرحي، مهرجان مسرح الطفل العربي، مهرجان الشارقة، مهرجان الفجيرة، مهرجان الكويتالمسرحي السادس ومهرجان القاهرة الدولي للمسرح التجريبي (2001)، وملتقى المسرح الأردني.

## الجوائز
- 1987 جائزة أفضل تقنية في مهرجان قرطاج المسرحي
- 1987 جائزة أفضل إخراج في مهرجان المسرح الأردني الأول
- 1991 جائزة أفضل إخراج في مهرجان المسرح الأردني الثاني
- 1992 جائزة أفضل ممثل في مهرجان المسرح الأردني الثاني
- 1994 تكريم رابطة الفنانين
- 1995 تكريم من نقابة الفنانين

## روابط خارجية
- خالد الطريفي على موقع قاعدة بيانات الأفلام العربية